# リトルサンディ砂漠

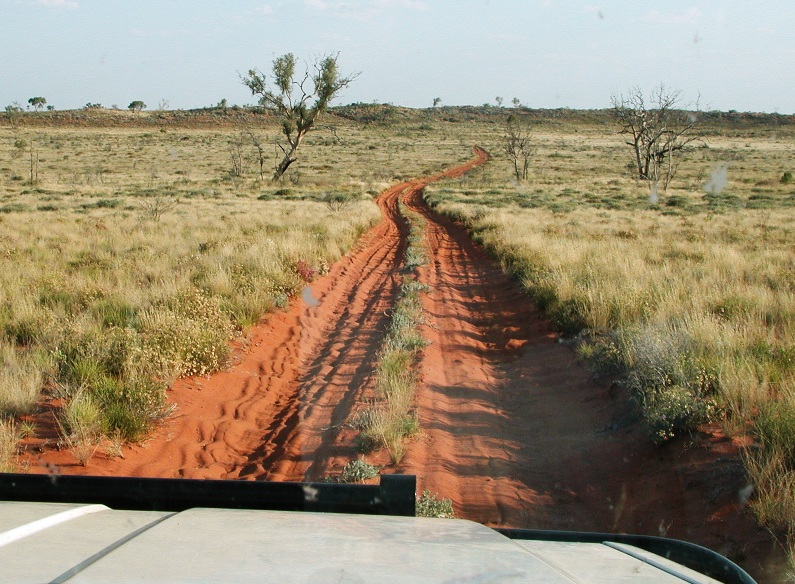
キャニング・ストック・ルートから見たリトルサンディ砂漠

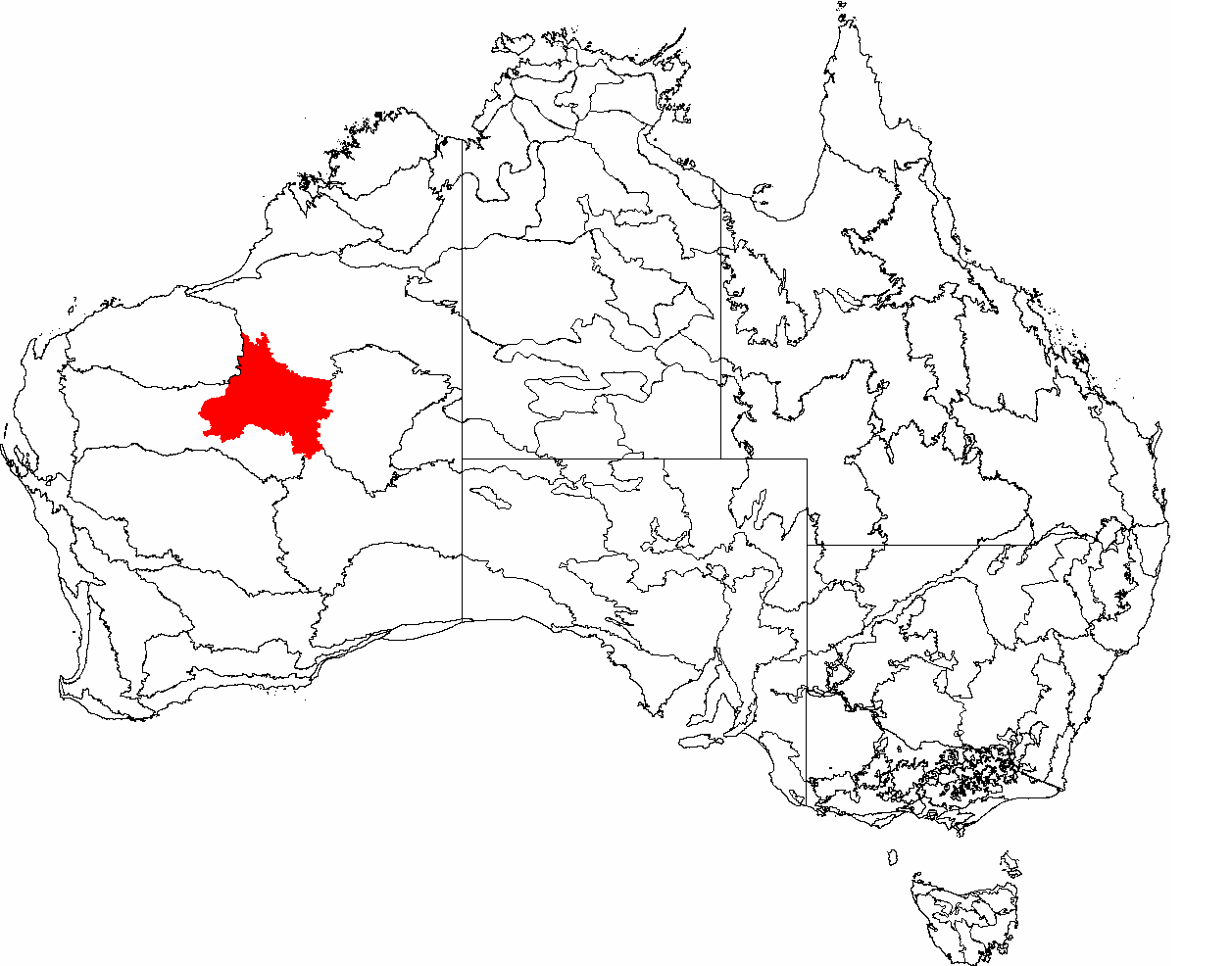
リトルサンディ砂漠（赤色、IBRA地図）

リトルサンディ砂漠 (Little Sandy Desert) は、オーストラリアの西オーストラリア州にある砂漠。グレートサンディ砂漠の南、ギブソン砂漠の西に位置する。グレートサンディ砂漠に近くよく似ているが、グレートサンディ砂漠より小さいことからリトルサンディ砂漠の名がついた。地形、動物相、植物相などはすべてグレートサンディ砂漠と類似している。グレートサンディ砂漠とリトルサンディ砂漠はカニングストックルートが横切っている。